# Ecballogonia bimetallica
Ecballogonia bimetallica är en fjärilsart som beskrevs av Walsingham 1912. Ecballogonia bimetallica ingår i släktet Ecballogonia och familjen fransmalar. Inga underarter finns listade i Catalogue of Life.